# 케니 레이번
조지 케네스 레이번(George Kenneth Rayborn, 1974년 11월 22일 ~ )은 미국 루이지애나주 출신의 프로 야구 선수이며, 일본과 대만 프로 야구, 그리고 전 KBO 리그 SK 와이번스의 투수로 활약했다.

## 프로 야구 선수 시절
보스턴 레드삭스, 시애틀 매리너스, 클리블랜드 인디언스 트리플A에서 선수 생활을 하다가 2005년 시즌 중에 히로시마 도요 카프에 대체 외국인 선수로 입단했다. 2005 시즌 후 일본에서 대만 프로 야구 팀인 라뉴 베어스로 이적했다. 2006년 시즌 대만 라뉴 베어스에서 선발 투수로 활약하며 평균 자책 3.94로 11승 5패를 올리는 활약을(다승 8위, 평균자책 13위) 하였고, 시즌 후 코나미 컵 예선에서 홋카이도 닛폰햄 파이터스와의 경기에 선발 출장, 8회까지 무실점으로 호투하면서 인상적인 모습을 보였다. 이러한 활약상을 높이 평가한 삼성 라이온즈가 그를 영입하려고 했으나, 계약금을 많이 제시하였던 SK 와이번스에 밀려 영입에 실패했다.
2007년 KBO 리그 SK 와이번스와 계약하면서 이듬해인 2007년 시즌 중 SK 와이번스의 중심 투수로 팀을 우승시키는데 크게 기여한다. 대한민국에서의 성적은 17승 8패로 다승 2위, 평균 자책점 3.27을 기록했다. 2008년에 계약금 문제로 재계약하지 않은 마이크 로마노와 달리 SK 와이번스와 재계약하였고, 2008년 시즌 개막전에서 1선발로써 출장하는 등 팀의 에이스로 시즌을 시작하였으나 지독한 불운으로 승리를 많이 얻지 못하였다. 이 해 결국 같은 팀 좌완 투수 김광현에게 에이스 자리를 내주어야만 했다. 2008 시즌 성적은 5승 3패, 평균자책점 3.30(리그 7위)를 기록하는 등 평균 자책점 부문에선 준수한 성적을 올렸다. 그러나 팀 분위기에 악영향을 주고 융합이 되지 않아 지나치게 내성적인 성격으로 인해 감독 또는 코치진과 마찰이 심했다. 결국 SK 와이번스 구단은 2008년 12월 30일 한국야구위원회(KBO)에 레이번에 대한 보유권을 포기하는 신청서를 제출, 재계약을 포기하여 사실상 방출당했다. 특히 레이번은 김성근 감독의 마운드 운용에 있어서 조기 강판 등에 대해 대단히 불만을 가졌다고 한다. 레이번은 미국으로 돌아가서 미국 독립 리그인 애틀랜틱 리그 서던 메릴랜드 블루 크랩스라는 팀에서 활약했고, 2009년 8월 14일 대만 프로 야구 팀인 퉁이 세븐일레븐 라이온즈와 계약하여 프로 활동을 재개했다. 그리고 대한민국에 이어 2009년 대만 리그에서 또 우승을 맛보았다. 그 후 2010년 시즌 계약을 하지 않고 독립 리그로 돌아갔다. 그러다가 2011년 다시 퉁이 세븐일레븐 라이온즈와 계약하고 활동을 했지만 성적 부진으로 퇴출되었다.

## 신상 명세
- 신장 : 193 cm
- 체중 : 103 kg
- 우투우타
- 포지션 : 투수

## 소속팀
- 일본 히로시마 도요 카프(2005) → 대만 라뉴 베어스(2006) → 대한민국 SK 와이번스(2007 ~ 2008) → 대만 퉁이 세븐일레븐 라이온즈(2009, 2011)

## 연도별 성적
| 시즌 | 팀       | 출장경기 | 승 | 패 | 세이브 | 탈삼진 | 평균자책 |
| ---- | -------- | -------- | -- | -- | ------ | ------ | -------- |
| 2005 | 히로시마 | 11       | 3  | 5  | 0      | 41     | 5.06     |
| 2006 | 라뉴     | 24       | 16 | 5  | 0      | 120    | 1.94     |
| 2007 | SK       | 32       | 17 | 8  | 0      | 98     | 3.27     |
| 2008 | SK       | 26       | 5  | 3  | 0      | 68     | 3.30     |
| 2009 | 퉁이     | 7        | 5  | 1  | 0      | 28     | 2.78     |
| 2011 | 퉁이     | 3        | 0  | 2  | 0      |        | 11.57    |